# Gesellschaft für Teerverwertung
Die Gesellschaft für Teerverwertung mbH (GfT) war ein 1905 von mehreren Zechenbetreibern des Ruhrgebiets gegründetes Gemeinschaftsunternehmen zur Teerdestillation von Steinkohle mit Produktionsstätten in Duisburg-Meiderich, Alsdorf und Castrop-Rauxel. Aus den in Kokereien und Schwelereien anfallenden Nebenprodukten der angeschlossenen Zechen stellte die Gesellschaft Asphalt, Pech, Leichtöle, Mittelöle, Schweröle und andere Mineralölprodukte her. Das Unternehmen schloss sich 1964 mit der Rütgerswerke AG zum größten Steinkohlenteerverarbeiter der Welt zusammen.

## Geschichte
Die Gründung der Gesellschaft für Teerverwertung mbH (GfT) erfolgte am 19. Januar 1905 von acht Ruhrzechen auf Initiative von August und Fritz Thyssen. Das Stammkapital betrug 3.400.000 Goldmark. Die Gründungsmitglieder waren sich einig, dass die Verwertung des Steinkohlenteers in großen Gemeinschaftsanlagen erfolgen musste, weil nur so die lediglich in geringen Mengen vorhandenen, aber wertvollen Bestandteile des Teers, wie Anthracen, Phenol oder Kresol rentabel gewinnbar waren. Die Gesellschafter verpflichteten sich, die gesamte Teerproduktion ihrer Kokereien (später auch ihrer Schwelereien) an die GfT zu liefern. Bereits im Gründungsjahr schlossen sich weitere Bergwerksbetreiber dem Gemeinschaftsunternehmen an.
Der Sitz der Gesellschaft befand sich in Meiderich, Varziner Straße 49, wo am 1. Januar 1906 die erste werkseigene Steinkohlenteerdestillation mit einer Jahreskapazität von 120.000 Tonnen in Betrieb ging. Schon 1908 verarbeitete die Anlage 25 % mehr Teer als geplant, sodass die GfT 1909/10 in Alsdorf bei Aachen und 1911/12 in Rauxel weitere Werke errichten ließ. Für den Export in alle Welt verfügte das Unternehmen ab 1906 im Hafen von Amsterdam über große Öltanklager. 1913 verarbeitete die GfT insgesamt 300.000 Tonnen Teer. Das Gemeinschaftsprojekt erwies sich als sehr erfolgreich. Die Kapitalrendite für die Anteilseigner betrug in den ersten Jahren über 22 Prozent, woraufhin sich immer mehr Bergwerksunternehmen der Gesellschaft anschlossen. Vor Ausbruch des Ersten Weltkriegs hielten die Gelsenkirchener Bergwerks-AG mit 900.000 Goldmark und die Gewerkschaft Deutscher Kaiser mit 800.000 Goldmark die größten Anteile am Gesellschaftskapital.
Die Beteiligung an der Gesellschaft für Teerverwertung wurde alle drei Jahre nach der Teerablieferung der einzelnen Montanunternehmen neu geregelt. Innerhalb des ersten Jahrzehnts seines Bestehens entfaltete sich das Unternehmen zur weltgrößten Teerdestillation. Die Gesellschaft arbeitete eng mit dem Kaiser-Wilhelm-Institut für Kohlenforschung in Mülheim an der Ruhr zusammen, verfügte aber über eine eigene große Forschungsabteilung und eigene wissenschaftliche Laboratorien. Bereits 1909 ließ sich das Unternehmen ein Verfahren zur Gewinnung von Indol aus Steinkohlenteer patentieren, ein wichtiges Zwischenprodukt für die organische Synthese in der Pharmazie, Agrochemie und Farbstoffindustrie.
Im Ersten Weltkrieg entwickelte die GfT spezielle Cumaronharze aus Steinkohlenteer, die bis in die 1940er-Jahre den weltweiten Lackmarkt dominierten. Darüber hinaus forschten die Chemiker an Kautschuk-Synthesen aus Butadien und an viskosen Teerölen für Schmierzwecke, womit das Unternehmen zur Minderung des Gummi- und Treibstoffmangels beitrug. Während der Ruhrkrise besetzten im April 1923 französische Truppen die Werke. Wurden vor 1914 rund 50 Prozent des eingesetzten Teers als Pech erzeugt, das ursprünglich vor allem im Straßenbau und als Holzschutz oder Dachbelag Verwendung fand, gewann im Zuge der Autarkiebestrebungen in der Weimarer Republik die Weiterverarbeitung des Teers zu synthetischen Grundstoffen zunehmend an Bedeutung. Dazu zählten aromatische Verbindungen wie Benzol, Phenol, Anthracen und Naphthalin zur Gewinnung von Pharmaprodukten, Farbstoffen sowie verschiedenen Kraft- und Kunststoffen.
1922 erwarb die Steinkohlen Bergin AG (Kobergin), deren Trägerin die Gesellschaft für Teerverwertung war, die deutschen Schutzrechte des Bergius-Verfahrens für die Hydrierung von Steinkohle, Steinkohlenteeren und Steinkohlenteerderivaten zur Gewinnung synthetischer Kraftstoffe. Damit stand das Unternehmen in Konkurrenz zur IG Farben, welche von Friedrich Bergius die gleichen Patente in Deutschland zunächst nur für Braunkohle, aber für alle anderen Länder für Braun- und Steinkohle erlangte. Mit der Nutzung war die Verpflichtung verbunden, innerhalb eines festgelegten Zeitraums eine großtechnische Versuchsanlage mit einem Durchsatz von jährlich mindestens 15.000 Tonnen zu errichten. Für diese Zwecke wurde 1926 die Aktiengesellschaft für Steinkohleverflüssigung und Steinkohleveredelung gegründet. Eigentümer des Unternehmens waren die in der Gesellschaft für Teerverwertung mbH zusammengeschlossenen Ruhrzechen, denen sich noch die Ruhrgas AG, Hibernia AG, Harpener Bergbau AG, Gewerkschaft König Ludwig, Rütgerswerke AG und Essener Steinkohlenbergwerke AG anschlossen.
Mit 21,3 % hielt ab 1926 die Vereinigte Stahlwerke AG die höchsten Anteile an der Gesellschaft für Teerverwertung. Weitere bedeutende Gesellschafter waren – teilweise schon seit Gründung der GfT – die Thyssen AG, Fried. Krupp AG, Siemens AG, Zeche Dahlbusch AG sowie ferner die Zeche Friedrich Ernestine, Arenberg Bergbau-Gesellschaft mbH, Gewerkschaft Victor, Gewerkschaft Deutscher Kaiser, Zeche Zollverein, Zeche Consolidation.
1927 übernahm das Unternehmen die Preßwerk AG in Essen, die aus Phenolen Kunstharzartikel (Bakelite) herstellte. Im März 1928 begann auf dem Gelände der GfT in Duisburg-Meiderich der Bau der Steinkohleverflüssigungsanlage, die im Oktober 1929 mit einem Durchsatz von jährlich 30.000 Tonnen in Betrieb ging. Der Kostenaufwand der Anlage bezifferte sich auf 7.000.000 RM, was heute 30.331.368 Euro entspricht. Die Chemiker strebten an, aus einer Tonne Kohle 150 kg Benzin, 200 kg Dieselkraftstoff und 80 kg Schmieröl umzuwandeln. Betriebswirtschaftlich hieß das, dass zu dieser Zeit aus einer Tonne Kohle im Wert von 15 RM Kraftstoffe im Wert von 65 RM erzielt werden konnten. Die durchgeführten Hydrierversuche verliefen besonders mit Steinkohlenteerpech erfolgreich, von dem im durchlaufenden Betrieb bis zu 100 Tonnen täglich 75 % in leichte und schwere Öle umgewandelt worden sind.
Mit dieser Großversuchsanlage wirkte die GfT auf technisch-wissenschaftlichem Gebiet bahnbrechend und reichte zahlreiche Patente zur Tieftemperaturverkokung, Hydrierung und Spaltung von bituminösem Material, Urteer und Phenolen ein. Dessen ungeachtet folgte nach Abschluss der Versuche im Jahr 1931 die Stilllegung des Hydrierwerks. Ursache dafür waren die wirtschaftlichen Verhältnisse, besonders der finanzielle Druck der Weltwirtschaftskrise und die Konkurrenz des Leuna-Benzins der IG Farben. Ferner spielten die Erfolge der Fischer-Tropsch-Synthese eine Rolle, ein weiteres Kohleverflüssigungsverfahren, das parallel zu dem Projekt der GfT von der Ruhrindustrie gefördert wurde und ebenfalls in Konkurrenz zum Bergius-Pier-Verfahren der IG Farben stand.
Letztlich erwarb die Ruhrchemie die Generallizenz auf das Fischer-Tropsch-Verfahren. Zwar war das IG Farben-Hydrierverfahren technisch ausgereifter als die Fischer-Tropsch-Synthese, jedoch mussten bei diesem Verfahren große, kapitalintensive Hochdruckanlagen für mehr als 125.000 Tonnen Jahreskapazität gebaut werden, während die Fischer-Tropsch-Synthese sich auch in wesentlich kleineren, vor allem aber nicht so kapitalintensiven Anlagen realisieren ließ. Da die IG Farben eine hälftige Kapitalbeteiligung an der Ruhrchemie forderte, um eine eigenständige Chemiepolitik der rheinisch-westfälischen Montanindustrie zu unterbinden, kam es zu keiner Verständigung. Die zusammengeschlossenen Ruhrzechen lösten die Aktiengesellschaft für Steinkohleverflüssigung und Steinkohleveredelung auf und stellten Teile der Anlage in Duisburg-Meiderich anderen Hydrierwerksbetreibern zur Verfügung.
Zwischen 1936 und 1939 gingen im Ruhrgebiet sechs großindustrielle Fischer-Tropsch-Anlagen in Betrieb. Bis Ende 1944 war die Gesellschaft für Teerverwertung deren Hauptlieferant von Pech, das in den Synthesewerken zu Kraftstoffen und anderen carbochemischen Produkten weiterverarbeitet wurde. Im Zweiten Weltkrieg produzierte die GfT neben Pech überwiegend Benzol. Infolge der Luftangriffe auf das Ruhrgebiet mussten die Werke der Gesellschaft schwere Schäden verzeichnen und die Produktion zum 30. Dezember 1944 vollständig einstellen. Nach dem Zweiten Weltkrieg konnte sich das Unternehmen innerhalb weniger Jahre regenerieren. Bereits 1952 betrieb es wieder die größten Anlagen ihrer Art auf der Welt und verarbeitete für die angeschlossenen Ruhrzechen jährlich 900.000 Tonnen Steinkohlenteer. Einzelne Feinerzeugnisse konnten nur bei der Gesellschaft für Teerverwertung gewonnen werden. Mit bestimmten BTX-Aromaten, die in Duisburg-Meiderich destillativ aufgetrennt und als Reinprodukte verkauft wurden, versorgte die GfT exklusiv fast die gesamte übrige Welt.
Zu dieser Zeit war Steinkohlenteer immer noch einer der wichtigsten Grundlagenstoffe der chemischen Industrie zur Herstellung von Farben, Arzneien und Kunststoffen. Erst mit der Aufhebung der Steuerbefreiung für inländische Mineralöle von 1960 setzte in der Bundesrepublik jener erfolgreiche Verdrängungsprozess durch Erdöl und Erdgas ein, wodurch aus Kohle gewonnene Stoffe an Bedeutung verloren. Aufgrund der zunehmenden Erdölproduktion und deren Konkurrenz am Weltmarkt schloss sich am 1. Januar 1964 die Gesellschaft für Teerverwertung mit der Rütgerswerke AG zusammen. Beide Unternehmen hatten bereits in der Vergangenheit eng kooperiert und die Hauptstandorte beider Gesellschaften befanden sich in unmittelbarer Nachbarschaft in Duisburg-Meiderich. Damit konnte der Standort seine Spitzenstellung in der Hierarchie der Teerdestillation als größte Steinkohlenteerverarbeitungsstätte der Welt halten.

## Bekannte Mitarbeiter
- Adolf Spilker (Chemiker, Generaldirektor von 1905 bis 1936)
- Paul Oemisch (Chemiker, Erfinder/GfT-Patent)[24]
- Arno Klemm (Chemiker, Erfinder/GfT-Patent)[24]
- Carl Zerbe (Chemiker, Erfinder/GfT-Patent)
- Albert Hoppstaedter (Aufsichtsratsmitglied)
- Willi Huber (Aufsichtsratsmitglied)
- Rudolf Weissgerber (Chemiker, Direktor, Leiter Wissenschaftliches Laboratorium von 1905–1928)[25]
- Eduard Moehrle (Chemiker, Generaldirektor ab 1943)[26]
- Rudolf Kertscher (Direktor, 1925)[27]